# Speyeria egleis
Espèce
Speyeria egleis est une espèce nord-américaine de lépidoptères de la famille des Nymphalidae et de la sous-famille des Heliconiinae.

## Dénomination
Speyeria egleis a été nommé par Hans Hermann Behr en 1862.
Synonymes : Argynnis egleis Behr, 1862 ; Argynnis montivaga Behr, 1863 ; Argynnis astarte Edwards, 1864.

### Noms vernaculaires
Speyeria egleis se nomme Egleis Fritillary ou Great Basin Fritillary en anglais,.

### Sous-espèces
- Speyeria egleis albrighti (Gunder, 1932)
- Speyeria egleis atossa (Edwards, 1890)
- Speyeria egleis clemencei (Comstock, 1925)
- Speyeria egleis linda (dos Passos & Grey, 1942)
- Speyeria egleis macdunnoughi (Gunder, 1932)
- Speyeria egleis moecki Hammond & Dornfeld, 1983
- Speyeria egleis oweni (Edwards, 1892)
- Speyeria egleis secreta dos Passos & Grey, 1945
- Speyeria egleis tehachapina (Comstock, 1920)
- Speyeria egleis toiyabe Howe, 1975
- Speyeria egleis utahensis (Skinner, 1919)[1].

## Description
C'est un papillon orange orné de marron de taille moyenne, d'une envergure de 45 à 60 mm. Le dessus est orange finement orné de marron, une bordure, une ligne submarginale de chevrons puis une ligne de taches dans de grands damiers orange, puis divers dessins.
Le revers des antérieures est plus clair avec la même ornementation, alors que les ailes postérieures sont ornées de lignes de taches argentées ou blanches et d'une ligne submarginale de chevrons blancs.

## Biologie

### Période de vol et hivernation
Il vole en une génération de juin à août.
Ce sont les jeunes chenilles qui hivernent.

### Plantes hôtes
Les plantes hôtes de ses chenilles sont des Viola, Viola adunca, Viola nuttallii, Viola purpurea, Viola walteri,.

## Écologie et distribution
Il est présent sur la côte ouest de l'Amérique du Nord, au Canada en Colombie-Britannique, aux USA dans l'État de Washington, l'Oregon, l'Idaho, le Montana, le Wyoming, le Nevada, l'Utah, le Colorado et la Californie,.

### Biotope
Il réside en montagne dans les forêts claires.

### Protection
La sous-espèce Speyeria egleis tehachapina est protégée.